# Сан-Жозе-ду-Эжиту
Сан-Жозе-ду-Эжиту (порт. São José do Egito) — муниципалитет в Бразилии, входит в штат Пернамбуку. Составная часть мезорегиона Сертан штата Пернамбуку. Входит в экономико-статистический микрорегион Пажеу. Население составляет 39 500 человек на 2007 год. Занимает площадь 783,38 км².

## История
Город основан 9 марта 1909 года.

## География
Климат местности: полупустыня.